# 薬師山 (山形県金山町)
薬師山（やくしさん）は、山形県最上郡金山町の中心部にある山。標高436.7m。
地元では「やぐっさん」と呼ばれる。

## 概要
新庄市と金山町の境にある上台峠からピラミッド状の3つの山を眺めることが出来る。西から薬師山、中ノ森（415m）、熊鷹森（390m）であり、金山三峰と呼ばれる。国道13号で上台峠を降り、金山町中心部への視界が開けるにつれて、薬師山の正面からの姿が見える。頂上から下、向かって右側の部分が大きくえぐれた、奇妙だが大変特徴的な山容である。
南山麓の飛森集落付近の国道沿いに登山口がある。比較的登りやすい山で、途中でえぐれた様子も見られ、頂上には古い薬師神社がある。頂上からは金山町を一望でき、町の案内書などでは、ここからの景色が掲載されている。
山頂には一等三角点が設置されている。
1878年（明治11年）、イギリス人旅行家のイザベラ・バードが金山を訪れており、『日本奥地紀行』の中で金山三峰を指して「日本のピラミッドである」と著している。

## 伝承
飛ノ森の村人は、薬師山を農業、虫除けの神として深く信仰している。山頂の神社で祈り、山中の岩穴に祈ると水にも虫にも困らない、霊験あらたかな場所であったという。この岩穴には、天狗が棲んでいたという伝説がある。
山容については、両隣の山との高さ争いがあり、争いの激しさに神様の怒りを受け山肌をえぐられてしまった、とされている。

## 森合峠
国道は薬師山の西側を迂回しているが、旧羽州街道は東側の中の森との間にある森合峠（金山峠、標高255m）を通り、中田へと抜ける。金山市街地の外れ、秋田県境まで続く峠道の始まりに位置する。
戊辰戦争の際、久保田藩を追討する為に進軍した仙台藩が、森合峠で新政府軍を迎え討とうとしたが、峠の中田側に布陣していた新庄藩の裏切りに遭って挟撃され、仙台藩第六大隊長の梁川播磨頼親を始めとする仙台藩士33名が三本松で戦死している。死者が埋葬された地には、1892年（明治25年）に旧仙台藩士の有志によって「仙台藩士戊辰戦没之碑」が立てられた。
1880年（明治13年）、初代山形県令の三島通庸が山形県内の他の難所と共に改修を行い、車道化された。翌1881年（明治14年）には明治天皇が東北行幸時に通過している。1958年（昭和33年）に現在の国道13号が開通した事により廃道となっていたが、1981年（昭和56年）に林道として再整備され、狭いながらも全面舗装された道になっている（但し冬季は閉鎖される）。

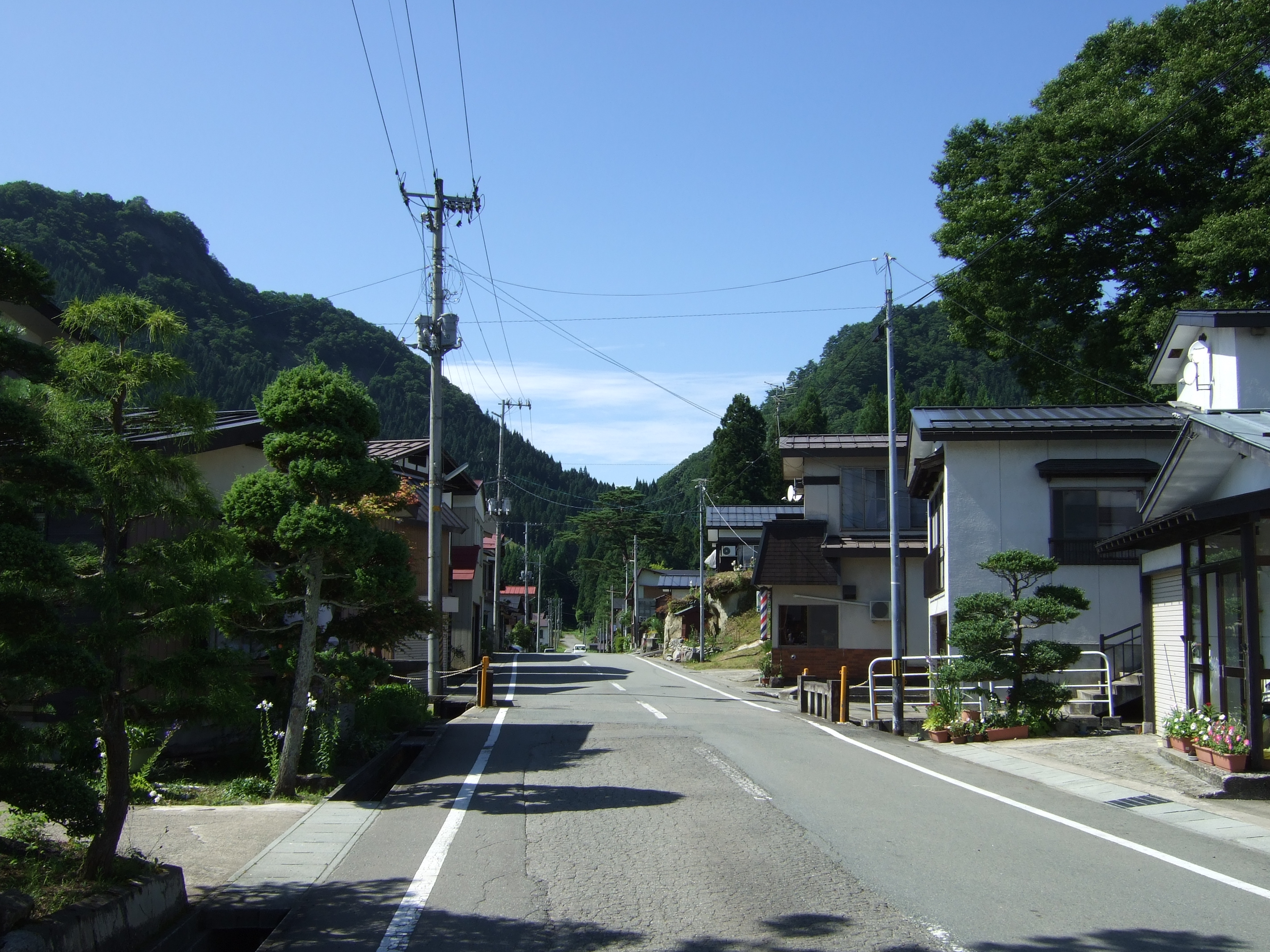
金山町中心部から見る森合峠
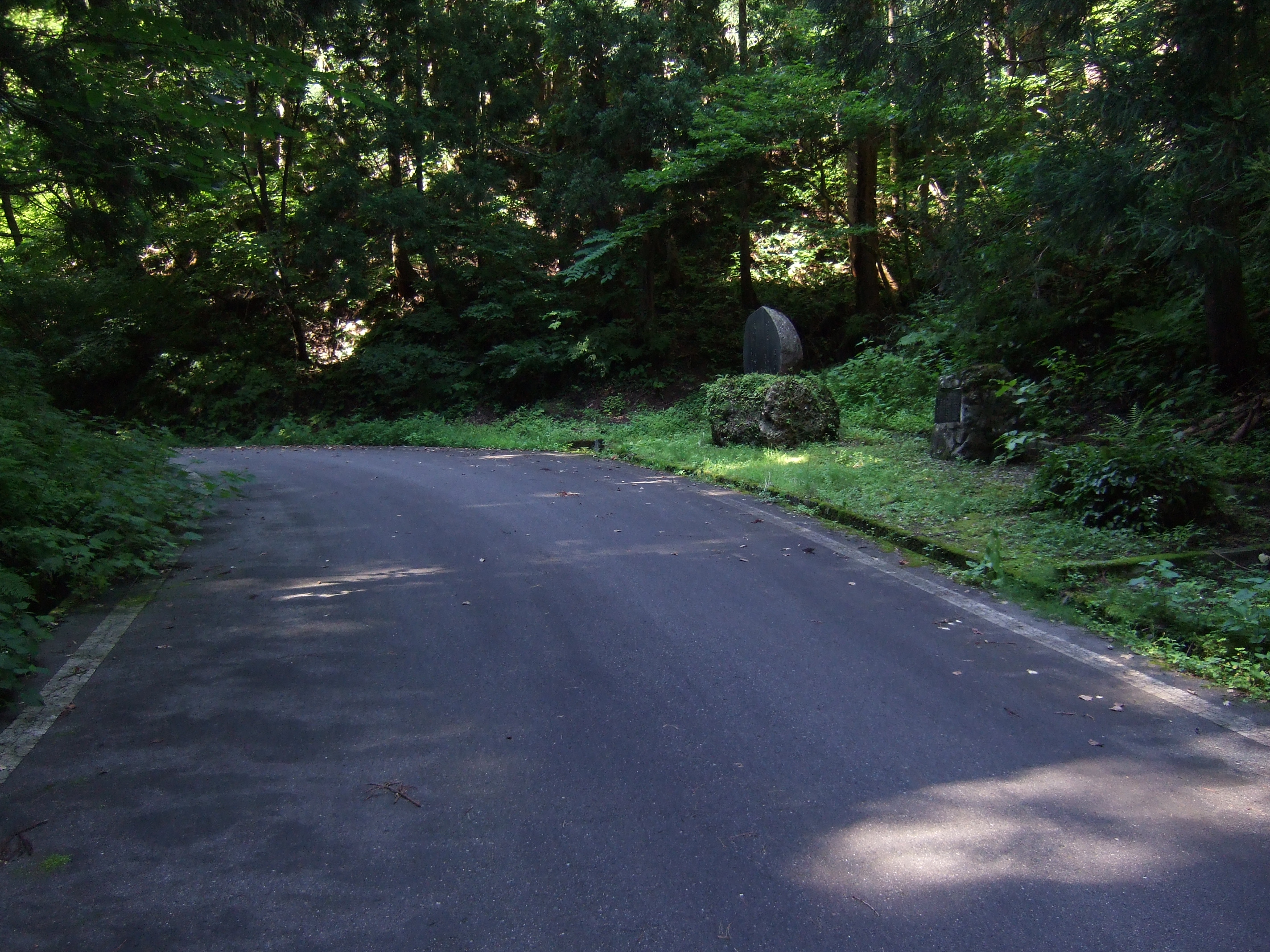
森合峠